# Tachycardie supraventriculaire

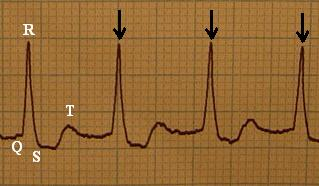
Exemple de cette tachycardie

Une tachycardie supraventriculaire est un type de trouble du rythme cardiaque comportant une accélération de la fréquence cardiaque (tachycardie) dont l'origine n'est pas ventriculaire .

## Type et diagnostic
Selon l'aspect de l'électrocardiogramme et le mécanisme, les tachycardies supraventriculaires peuvent être :
- une fibrillation atriale ;
- un flutter atrial ;
- une tachycardie atriale (anciennement tachysystolie auriculaire) ;
- une maladie de Bouveret, soit par réentrée intranodale, soit en raison d'une voie accessoire (syndrome de Wolff-Parkinson-White). Souvent, par défaut, le terme de « tachycardie supraventriculaire » est synonyme de « Bouveret ».

Une tachycardie sinusale est normale dans certaines situations (effort, fièvre, stress...) mais peut rentrer dans le cadre d'un syndrome de tachycardie orthostatique posturale ou d'une tachycardie sinusale inappropriée.
La distinction entre ces différents mécanismes n'est pas toujours simple et le diagnostic peut être aidée par une manœuvre vagale ou par l'injection d'adénosine permettant, soit de ralentir la fréquence ventriculaire et de pouvoir ainsi mieux distinguer l'activité atriale (fibrillation atriale, flutter, tachycardie atriale), soit de régulariser le rythme cardiaque (Bouveret).
Le diagnostic peut également être fait au cours d'une exploration électrophysiologique permettant de bien capter l'activité atriale, d'analyser le mode de déclenchement ou d'arrêt et de rechercher la « réentrée », circuit électrique permettant la pérennisation de la tachycardie.

## Description
Ces troubles du rythme peuvent être paroxystique (non permanent) ou permanent. Ils peuvent être totalement asymptomatique ou se manifester par des palpitations, un essoufflement pouvant témoigner d'une insuffisance cardiaque, des malaises (lipothymies), plus rarement, une perte de connaissance brève.
Le diagnostic est fait sur l'électrocardiogramme lorsqu'il peut être fait durant une crise. En dehors de cette dernière, le diagnostic peut nécessiter un holter cardiaque, une épreuve d'effort, voire une exploration électrophysiologique ou un holter implantable.

## Évolution
Elle dépend du type de tachycardie. Une tachycardie, par exemple, par réentrée intranodale peut être juste gênante, sans aucun risque vital. Un flutter atrial ou une fibrillation atriale rapide prolongée peut se compliquer d'une insuffisance cardiaque et comporte un risque d'embolie.

## Traitement
La prise en charge des tachycardies supraventriculaires a fait l'objet de la publication de recommandations. Celles, américaines, datent de 2015, celles, européennes de 2019. La fibrillation atriale et le flutter disposent de recommandations spécifiques.
Le traitement consiste, selon les cas, en une simple surveillance, en un traitement médicamenteux (antiarythmiques) ou en une ablation par radiofréquence.